# Bob Hastings
Robert Francis Hastings, detto Bob (Brooklyn, 18 aprile 1925 – Burbank, 30 giugno 2014), è stato un attore e doppiatore statunitense.

## Filmografia parziale

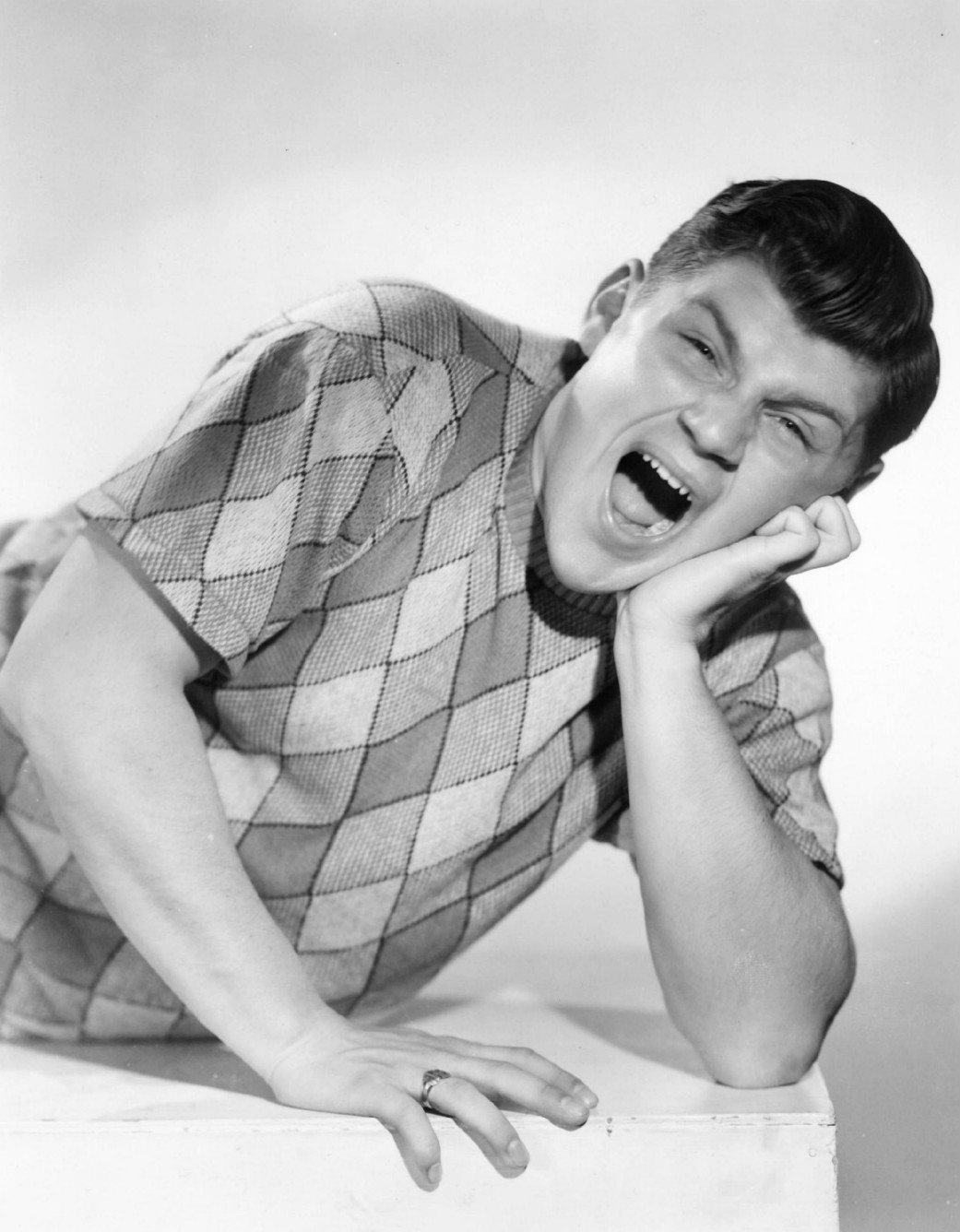
Hastings nel 1946

### Attore
Cinema
- Marinai, topless e guai (McHale's Navy), regia di Edward Montagne (1964)
- La cortina di bambù (The Bamboo Saucer), regia di Frank Telford (1968)
- Boatniks - I marinai della domenica (The Boatniks), regia di Norman Tokar (1970)
- L'avventura del Poseidon (The Poseidon Adventure), regia di Ronald Neame (1972)
- La gang della spider rossa (No Deposit, No Return), regia di Norman Tokar (1976)
- Harper Valley P.T.A., regia di Richard C. Bennett (1978)

Televisione
- Kitty Foyle – serie TV, 119 episodi (1958)
- The Phil Silvers Show – serie TV, 8 episodi (1956-1959)
- Pete and Gladys – serie TV, episodi 2x14-2x18-2x28 (1961-1962)
- Dennis the Menace – serie TV, 5 episodi (1961-1963)
- Un equipaggio tutto matto (McHale's Navy) – serie TV, 129 episodi (1962-1966)
- Ai confini della notte (The Edge of Night) – serie TV, 7 episodi (1969)
- La fattoria dei giorni felici (Green Acres) – serie TV, 5 episodi (1967-1971)
- Ellery Queen: Don't Look Behind You – film TV (1971)
- Love, American Style – serie TV, 4 episodi (1971-1972)
- La pattuglia dei doberman al servizio della legge (Trapped) – film TV (1973)
- Ironside – serie TV, 4 episodi (1968-1974)
- Arcibaldo (All in the Family) – serie TV, 12 episodi (1971-1976)
- Swan Song – film TV (1980)
- The Munsters' Revenge – film TV (1981)
- Hazzard (The Dukes of Hazzard) – serie TV, 3 episodi (1979-1984)
- General Hospital – serie TV, 53 episodi (1978-1986)
- La signora in giallo (Murder, She Wrote) – serie TV, episodio 3x10 (1986)

### Doppiatore
- The Adventures of Superboy – serie TV, 12 episodi (1966)
- The Batman/Superman Hour – serie TV, 17 episodi (1968-1969)
- The New Scooby-Doo Movies – serie TV, 7 episodi (1972)
- La fantastica Jeannie (Jeannie) – serie TV, 16 episodi (1973)
- Devlin – serie TV, 16 episodi (1974)
- La gang dei segugi (Clue Club) – serie TV, 16 episodi (1976)
- Posse Impossible – serie TV, 13 episodi (1977)
- Undercover Elephant – serie TV, 13 episodi (1977)
- C B Bears – serie TV, 13 episodi (1977)
- Blast-Off Buzzard – serie TV, 13 episodi (1977)
- Heyyy, It's the King! – serie TV, 13 episodi (1977)
- Shake, Rattle and Roll – serie TV, 13 episodi (1977)
- La corsa spaziale di Yoghi (Yogi's Space Race) – serie TV, 13 episodi (1978)
- Challenge of the Superfriends – serie TV, 16 episodi (1978)
- Batman - La maschera del Fantasma (Batman: Mask of the Phantasm) (1993)
- Batman (Batman: The Animated Series/Batman TAS) – serie TV, 49 episodi (1992-1994)
- Batman e Superman - I due supereroi (World's Finest) – film TV (1997)
- Batman & Mr. Freeze: SubZero (1998)
- Batman - Cavaliere della notte (The New Batman Adventures) – serie TV, 7 episodi (1997-1999)
- Gotham Girls – serie TV, 4 episodi (2002)

## Doppiatori italiani
Nelle versioni in italiano delle opere in cui ha recitato, Bob Hastings è stato doppiato da:
- Renato Montanari in General Hospital
- Silvio Anselmo in La signora in giallo